# Kape Technologies
Kape Technologies PLC는 이스라엘의 IT 기업이다.
Kape Technologies는 과거 데이터 허핑 애드웨어를 제작하였다. 2017년 CyberGhostVPN을 약 115억원에 인수하였으며, 2018년 회사명을 Crossrider에서 Kape Technologies로 변경하였다. 2018년 10월 ZenMate를 소유한 ZenGuard를 인수하였고 2019년 12월 PrivateInternetAccess를 인수하였으며 2021년 9월 13일 ExpressVPN을 1조 1232억원에 인수하였다.